# El Ouma
El Ouma (arabe : الأمة) est un organe national de défense des intérêts des musulmans algériens, marocains et tunisiens, est un journal mensuel créé par l'Étoile nord-africaine et dirigé Messali El Hadj en octobre 1930.

## Création
Le fait le plus marquant dans l'histoire de l'Étoile Nord Africaine fut la création, en octobre 1930, du journal El-Ouma. Ce mensuel visait à défendre les intérêts des musulmans en Algérie, au Maroc et en Tunisie. Il fut bien accueilli par les émigrants et bénéficia d'une large diffusion dans la région parisienne. De nombreux exemplaires furent envoyés en Algérie et en Tunisie, et le journal reçut des encouragements et des dons de nombreux sympathisants à Tlemcen, Alger, Oran et Sidi Bel Abbès. Son tirage ne cessa d'augmenter, passant de 3 000 exemplaires en 1930 à 9 000 en 1933, puis à 15 000 en 1934. Le journal joua un rôle crucial dans le recrutement de nombreux militants pour la cause.

## Objectif
Les premiers numéros d'El-Ouma rendaient compte des activités de l'Étoile et des réunions des comités directeurs. Il publiait les ordres du jour adoptés lors des différents réunions et dénonçait les injustices commises à l'égard des émigrés en France, notamment les abus des services de la police spéciale. 
Ce qui frappait le plus les lecteurs, c'était le ton du journal. L'émigré s'y retrouvait, avait des nouvelles des siens et voyait s'exprimer sa colère et son espoir. Le journal affirmait le désir des Algériens de recouvrer la souveraineté de leur pays et restait très attentif aux analyses anti-impérialistes des partis prolétariens. Le journal dénonçait, avec ces derniers, le monde impérialiste dont "l'économie se caractérise par l'anarchie de la production et des possibilités de consommation et par le chômage, l'intensification de la rationalisation, les diminutions de salaires, la misère de la classe laborieuse et le renforcement de l'esclavage des peuples coloniaux, la paix bourgeoise et la préparation à la guerre". El-Ouma en tirait la conclusion : "La cause de la paix réside dans la destruction des régimes des pays impérialistes". L'Étoile nord africaine ne voulait plus voir les Nord africains tomber dans le piège de la propagande impérialiste : "La mère patrie, la justice, la liberté, le droit, la civilisation". Elle affirmait une ligne de conduite qu'on affirmait pour la première fois dans les milieux indigènes :« Nous nous dresserons de toutes nos forces contre toute tentative criminelle. Nous lutterons. Si la tuerie est déclenchée, nous serons avec tous les travailleurs pour la paix et pour appliquer le défaitisme révolutionnaire, chemin qui nous conduira vers notre émancipation nationale ou sociale ».